# 平田ブルーノ
平田 ブルーノ マサキ（Masaki Bruno Hirata, 1988年3月13日 - ）は、ブラジルのサンパウロ州サンパウロ出身の、元野球選手（捕手）。東芝野球部に所属していた。

## 経歴
日系ブラジル人3世。6歳で野球を始め、14歳でボーイズリーグ世界大会にブラジル代表として出場。高校から日本に留学し、八王子高校(現在の八王子学園八王子高校)から亜細亜大学を経て東芝に入社、同社野球部に所属。パンチ力のある打撃が売り物で、入社2年目の2012年に行われた第83回都市対抗野球大会の西関東予選では7回表に代打で登場して同点ホームランを打つなどの活躍を見せている。
2012年に第3回WBCのブラジル代表に選ばれた。しかし予選ではヤン・ゴームズの控えに甘んじ、本戦ではゴームズが出場を辞退したため正捕手になりえたが、直前に行われたオリックスとの練習試合で1試合5盗塁を許し、本戦ではゴームズの出場辞退により追加招集されたディエゴ・フランカにマスクを譲り、キューバ戦での1試合だけの出場にとどまった。
2015年1月、東芝野球部を退部して社業に専念すると発表された。